# Critérium du Dauphiné 2015
66. edycja kolarskiego wyścigu Critérium du Dauphiné odbywa się w dniach 7 do 14 czerwca 2015 roku. Trasa tego francuskiego, wieloetapowego wyścigu liczy osiem etapów, o łącznym dystansie 1193 km. Wyścig zaliczany jest do rankingu światowego UCI World Tour 2015.

## Uczestnicy
Na starcie wyścigu stanęło 21 ekip. Wśród nich znalazło się siedemnaście ekip UCI World Tour 2015 oraz cztery inne zaproszone przez organizatorów.
Lista drużyn uczestniczących w wyścigu:
| Numery  | Kod | Drużyna                |
| ------- | --- | ---------------------- |
| 1-8     | TCG | Team Cannondale-Garmin |
| 11-18   | SKY | Team Sky               |
| 21-28   | AST | Pro Team Astana        |
| 31-38   | LTJ | Team LottoNL-Jumbo     |
| 41-48   | ALM | Ag2r-La Mondiale       |
| 51-58   | OGE | Orica GreenEDGE        |
| 61-68   | LTS | Lotto Soudal           |
| 71-78   | MOV | Movistar Team          |
| 81-88   | KAT | Team Katusha           |
| 91-98   | BMC | BMC Racing Team        |
| 101-108 | EQS | Etixx-Quick Step       |

| Numery  | Kod | Drużyna             |
| ------- | --- | ------------------- |
| 111-118 | TRE | Trek Factory Racing |
| 121-128 | TTS | Team Tinkoff-Saxo   |
| 131-138 | IAM | IAM Cycling         |
| 141-148 | LAM | Lampre-Merida       |
| 151-158 | EUC | Team Europcar       |
| 161-168 | COF | Cofidis             |
| 171-178 | FDJ | FDJ.fr              |
| 181-188 | GIA | Team Giant-Alpecin  |
| 191-198 | MTN | MTN-Qhubeka         |
| 201-208 | BOA | Bora-Argon 18       |

## Etapy
| Etap | Data       | Start - Meta                                | km    | Typ | Zwycięzca etapu | Lider              |
| ---- | ---------- | ------------------------------------------- | ----- | --- | --------------- | ------------------ |
| 1    | 7 czerwca  | Ugine - Albertville                         | 132   |     | Peter Kennaugh  | Peter Kennaugh     |
| 2    | 8 czerwca  | Le Bourget-du-Lac - Villars-les-Dombes      | 153   |     | Nacer Bouhanni  | Peter Kennaugh     |
| 3    | 9 czerwca  | Roanne - Montagny                           | 24,5  | TTT | BMC Racing Team | Rohan Dennis       |
| 4    | 10 czerwca | Anneyron - Sisteron                         | 228   |     | Nacer Bouhanni  | Rohan Dennis       |
| 5    | 11 czerwca | Digne-les-Bains - Pra Loup                  | 161   |     | Romain Bardet   | Tejay van Garderen |
| 6    | 12 czerwca | Saint-Bonnet-en-Champsaur - Villard-de-Lans | 183   |     | Rui Costa       | Vincenzo Nibali    |
| 7    | 13 czerwca | Montmélian - Saint-Gervais-les-Bains        | 155   |     | Chris Froome    | Tejay van Garderen |
| 8    | 14 czerwca | Saint-Gervais-les-Bains - Modane            | 156,5 |     | Chris Froome    | Chris Froome       |

### Etap 1 - 07.06: Ugine - Albertville, 132 km
| #  | Zawodnik             | Zespół | Czas       |
| -- | -------------------- | ------ | ---------- |
| 1  | Peter Kennaugh       | SKY    | 3h 06' 51" |
| 2  | Sacha Modolo         | LAM    | + 2"       |
| 3  | Edvald Boasson Hagen | MTN    | + 2"       |
|    |                      |        |            |
| 23 | Paweł Poljański      | TTS    | + 2"       |
| 90 | Bartosz Huzarski     | BOA    | + 2"       |

| #  | Zawodnik             | Zespół | Czas       |
| -- | -------------------- | ------ | ---------- |
| 1  | Peter Kennaugh       | SKY    | 3h 06' 41" |
| 2  | Sacha Modolo         | LAM    | + 6"       |
| 3  | Edvald Boasson Hagen | MTN    | + 8"       |
|    |                      |        |            |
| 23 | Paweł Poljański      | TTS    | + 12"      |
| 90 | Bartosz Huzarski     | BOA    | + 12"      |

### Etap 2 - 08.06: Le Bourget-du-Lac - Villars-les-Dombes, 153 km
| #  | Zawodnik         | Zespół | Czas       |
| -- | ---------------- | ------ | ---------- |
| 1  | Nacer Bouhanni   | COF    | 4h 23' 46" |
| 2  | Samuel Dumoulin  | ALM    | + 0"       |
| 3  | Sacha Modolo     | LAM    | + 0"       |
|    |                  |        |            |
| 29 | Paweł Poljański  | TTS    | + 0"       |
| 95 | Bartosz Huzarski | BOA    | + 0"       |

| #  | Zawodnik         | Zespół | Czas       |
| -- | ---------------- | ------ | ---------- |
| 1  | Peter Kennaugh   | SKY    | 7h 30' 27" |
| 2  | Sacha Modolo     | LAM    | + 6"       |
| 3  | Nacer Bouhanni   | COF    | + 6"       |
|    |                  |        |            |
| 15 | Paweł Poljański  | TTS    | + 12"      |
| 76 | Bartosz Huzarski | BOA    | + 12"      |

### Etap 3 - 09.06: Roanne - Montagny, 24,5 km
| #  | Zespół          | Czas    |
| -- | --------------- | ------- |
| 1. | BMC Racing Team | 29' 54" |
| 2. | Pro Team Astana | + 4"    |
| 3. | Movistar Team   | + 5"    |

| #  | Zawodnik           | Zespół | Czas       |
| -- | ------------------ | ------ | ---------- |
| 1  | Rohan Dennis       | BMC    | 8h 00' 37" |
| 2  | Tejay van Garderen | BMC    | + 0"       |
| 3  | Andrij Hrywko      | AST    | + 4"       |
|    |                    |        |            |
| 73 | Paweł Poljański    | TTS    | + 1' 30"   |
| 85 | Bartosz Huzarski   | BOA    | + 2' 59"   |

### Etap 4 - 10.06: Anneyron - Sisteron, 228 km
| #   | Zawodnik            | Zespół | Czas       |
| --- | ------------------- | ------ | ---------- |
| 1   | Nacer Bouhanni      | COF    | 5h 30' 53" |
| 2   | Jonas Van Genechten | IAM    | + 0"       |
| 3   | Luka Mezgec         | GIA    | + 0"       |
|     |                     |        |            |
| 28  | Paweł Poljański     | TTS    | + 0"       |
| 120 | Bartosz Huzarski    | BOA    | + 5' 09"   |

| #   | Zawodnik           | Zespół | Czas        |
| --- | ------------------ | ------ | ----------- |
| 1   | Rohan Dennis       | BMC    | 13h 31' 30" |
| 2   | Tejay van Garderen | BMC    | + 0"        |
| 3   | Andrij Hrywko      | AST    | + 4"        |
|     |                    |        |             |
| 64  | Paweł Poljański    | TTS    | + 1' 30"    |
| 105 | Bartosz Huzarski   | BOA    | + 8' 08"    |

### Etap 5 - 11.06: Digne-les-Bains - Pra Loup, 161 km
| #  | Zawodnik           | Zespół | Czas       |
| -- | ------------------ | ------ | ---------- |
| 1  | Romain Bardet      | ALM    | 4h 31' 22" |
| 2  | Tejay van Garderen | BMC    | + 36"      |
| 3  | Chris Froome       | SKY    | + 40"      |
|    |                    |        |            |
| 25 | Paweł Poljański    | TTS    | + 2' 13"   |
| 82 | Bartosz Huzarski   | BOA    | + 11' 51"  |

| #  | Zawodnik           | Zespół | Czas        |
| -- | ------------------ | ------ | ----------- |
| 1  | Tejay van Garderen | BMC    | 18h 03' 22" |
| 2  | Beñat Intxausti    | MOV    | + 17"       |
| 3  | Romain Bardet      | ALM    | + 20"       |
|    |                    |        |             |
| 26 | Paweł Poljański    | TTS    | + 3' 13"    |
| 91 | Bartosz Huzarski   | BOA    | + 19' 29"   |

### Etap 6 - 12.06: Saint-Bonnet-en-Champsaur - Villard-de-Lans, 183 km
| #   | Zawodnik           | Zespół | Czas       |
| --- | ------------------ | ------ | ---------- |
| 1   | Rui Costa          | LAM    | 4h 29' 23" |
| 2   | Vincenzo Nibali    | AST    | + 5"       |
| 3   | Alejandro Valverde | MOV    | + 38"      |
|     |                    |        |            |
| 73  | Paweł Poljański    | TTS    | + 36' 25"  |
| 116 | Bartosz Huzarski   | BOA    | + 36' 25"  |

| #  | Zawodnik           | Zespół | Czas        |
| -- | ------------------ | ------ | ----------- |
| 1  | Vincenzo Nibali    | AST    | 22h 34' 17" |
| 2  | Rui Costa          | LAM    | + 29"       |
| 3  | Alejandro Valverde | MOV    | + 30"       |
|    |                    |        |             |
| 55 | Paweł Poljański    | TTS    | + 38' 06"   |
| 97 | Bartosz Huzarski   | BOA    | + 54' 22"   |

### Etap 7 - 13.06: Montmélian - Saint-Gervais-les-Bains, 155 km
| #  | Zawodnik           | Zespół | Czas       |
| -- | ------------------ | ------ | ---------- |
| 1  | Chris Froome       | SKY    | 4h 24' 17" |
| 2  | Tejay van Garderen | BMC    | + 17"      |
| 3  | Louis Meintjes     | MTN    | + 41"      |
|    |                    |        |            |
| 15 | Paweł Poljański    | TTS    | + 1' 55"   |
| 32 | Bartosz Huzarski   | BOA    | + 8' 56"   |

| #  | Zawodnik           | Zespół | Czas         |
| -- | ------------------ | ------ | ------------ |
| 1  | Tejay van Garderen | BMC    | 26h 59' 27"  |
| 2  | Chris Froome       | SKY    | + 18"        |
| 3  | Beñat Intxausti    | MOV    | + 45"        |
|    |                    |        |              |
| 36 | Paweł Poljański    | TTS    | + 39' 08"    |
| 71 | Bartosz Huzarski   | BOA    | + 1h 02' 25" |

### Etap 8 - 14.06: Saint-Gervais-les-Bains - Modane, 156,5 km
| #  | Zawodnik         | Zespół | Czas       |
| -- | ---------------- | ------ | ---------- |
| 1  | Chris Froome     | SKY    | 3h 59' 27" |
| 2  | Simon Yates      | OGE    | + 18"      |
| 3  | Rui Costa        | LAM    | + 18"      |
|    |                  |        |            |
| 20 | Paweł Poljański  | TTS    | + 1' 57"   |
| 81 | Bartosz Huzarski | BOA    | + 13' 13"  |

| #  | Zawodnik           | Zespół | Czas         |
| -- | ------------------ | ------ | ------------ |
| 1  | Chris Froome       | SKY    | 30h 59' 02"  |
| 2  | Tejay van Garderen | BMC    | + 10"        |
| 3  | Rui Costa          | LAM    | + 1' 16"     |
|    |                    |        |              |
| 28 | Paweł Poljański    | TTS    | + 40' 57"    |
| 71 | Bartosz Huzarski   | BOA    | + 1h 15' 30" |

## Liderzy klasyfikacji po etapach
| Etap                 | Zwycięzca            | Klasyfikacja generalna · | Klasyfikacja górska · | Klasyfikacja punktowa · | Klasyfikacja młodzieżowa · | Klasyfikacja drużynowa · |
| -------------------- | -------------------- | ------------------------ | --------------------- | ----------------------- | -------------------------- | ------------------------ |
| 1                    | Peter Kennaugh       | Peter Kennaugh           | Daniel Teklehaimanot  | Peter Kennaugh          | Tiesj Benoot               | Team Sky                 |
| 2                    | Nacer Bouhanni       | Peter Kennaugh           | Daniel Teklehaimanot  | Sacha Modolo            | Nacer Bouhanni             | Team Sky                 |
| 3                    | BMC Racing Team      | Rohan Dennis             | Daniel Teklehaimanot  | Nacer Bouhanni          | Rohan Dennis               | BMC Racing Team          |
| 4                    | Nacer Bouhanni       | Rohan Dennis             | Daniel Teklehaimanot  | Nacer Bouhanni          | Rohan Dennis               | BMC Racing Team          |
| 5                    | Romain Bardet        | Tejay van Garderen       | Daniel Teklehaimanot  | Nacer Bouhanni          | Romain Bardet              | Team Sky                 |
| 6                    | Rui Costa            | Vincenzo Nibali          | Daniel Teklehaimanot  | Nacer Bouhanni          | Simon Yates                | Movistar Team            |
| 7                    | Chris Froome         | Tejay van Garderen       | Daniel Teklehaimanot  | Nacer Bouhanni          | Simon Yates                | Movistar Team            |
| 8                    | Chris Froome         | Chris Froome             | Daniel Teklehaimanot  | Nacer Bouhanni          | Simon Yates                | Movistar Team            |
| Klasyfikacja końcowa | Klasyfikacja końcowa | Chris Froome             | Daniel Teklehaimanot  | Nacer Bouhanni          | Simon Yates                | Movistar Team            |

## Klasyfikacje końcowe

### Klasyfikacja generalna
|    | Zawodnik           | Zespół                 | Czas         |
| -- | ------------------ | ---------------------- | ------------ |
| 1  | Chris Froome       | Team Sky               | 30h 59' 02"  |
| 2  | Tejay van Garderen | BMC Racing Team        | + 10"        |
| 3  | Rui Costa          | Lampre-Merida          | + 1' 16"     |
| 4  | Beñat Intxausti    | Movistar Team          | + 1' 21"     |
| 5  | Simon Yates        | Orica GreenEDGE        | + 1' 33"     |
| 6  | Romain Bardet      | Ag2r-La Mondiale       | + 2' 05"     |
| 7  | Daniel Martin      | Team Cannondale-Garmin | + 2' 52"     |
| 8  | Joaquim Rodríguez  | Team Katusha           | + 3' 06"     |
| 9  | Alejandro Valverde | Movistar Team          | + 3' 12"     |
| 10 | Andrew Talansky    | Team Cannondale-Garmin | + 4' 17"     |
|    |                    |                        |              |
| 28 | Paweł Poljański    | Team Tinkoff-Saxo      | + 40' 57"    |
| 71 | Bartosz Huzarski   | Bora-Argon 18          | + 1h 15' 30" |

|   | Zawodnik             | Zespół          | Punkty |
| - | -------------------- | --------------- | ------ |
| 1 | Nacer Bouhanni       | Cofidis         | 64     |
| 2 | Edvald Boasson Hagen | MTN-Qhubeka     | 56     |
| 3 | Chris Froome         | Team Sky        | 42     |
| 4 | Tejay van Garderen   | BMC Racing Team | 32     |
| 5 | Aleksiej Tsatewicz   | Team Katusha    | 32     |

|    | Zawodnik             | Zespół           | Punkty |
| -- | -------------------- | ---------------- | ------ |
| 1  | Daniel Teklehaimanot | MTN-Qhubeka      | 65     |
| 2  | Chris Froome         | Team Sky         | 26     |
| 3  | Louis Meintjes       | MTN-Qhubeka      | 25     |
| 4  | Romain Bardet        | Ag2r-La Mondiale | 17     |
| 5  | Vincenzo Nibali      | Pro Team Astana  | 17     |
|    |                      |                  |        |
| 25 | Bartosz Huzarski     | Bora-Argon 18    | 4      |

|   | Zawodnik        | Zespół             | Czas        |
| - | --------------- | ------------------ | ----------- |
| 1 | Simon Yates     | Orica GreenEDGE    | 31h 00′ 35″ |
| 2 | Romain Bardet   | Ag2r-La Mondiale   | + 37"       |
| 3 | Adam Yates      | Orica GreenEDGE    | + 23' 57"   |
| 4 | Wilco Kelderman | Team LottoNL-Jumbo | + 27' 07"   |
| 5 | Tiesj Benoot    | Lotto Soudal       | + 37' 21"   |
|   |                 |                    |             |
| 6 | Paweł Poljański | Team Tinkoff-Saxo  | + 40' 57"   |

|   | Zespół            | Czas        |
| - | ----------------- | ----------- |
| 1 | Movistar Team     | 92h 07′ 53″ |
| 2 | Lampre-Merida     | + 13' 45"   |
| 3 | Team Tinkoff-Saxo | + 22' 50"   |
| 4 | Ag2r-La Mondiale  | + 43' 18"   |
| 5 | Pro Team Astana   | + 45' 33"   |